# La Alberca (Salamanca)
La Alberca es un municipio y localidad española de la provincia de Salamanca, en la comunidad autónoma de Castilla y León. Se integra dentro de la comarca de la Sierra de Francia. Pertenece al partido judicial de Ciudad Rodrigo y a la Mancomunidad Sierra de Francia.
Fue el primer pueblo español declarado Conjunto Histórico-Artístico, en 1940. En 2014 fue catalogado como Uno de los Pueblos más Bonitos de España y desde entonces es miembro de la Asociación Los Pueblos Más Bonitos de España.

## Toponimia
El nombre de La Alberca procede del árabe hispánico «albírka», y este del árabe clásico بِرْكَة, «birka» (estanque)

## Geografía
Su término municipal está formado por las localidades de La Alberca, Las Batuecas y Prado Carreras, y ocupa una superficie total de 60,73 km². 
| Noroeste: El Maíllo           | Norte: Nava de Francia | Nordeste: San Martín del Castañar |
| Oeste: Monsagro               |                        | Este: Mogarraz                    |
| Suroeste: Ladrillar (Cáceres) | Sur: Las Batuecas      | Sureste: Madroñal                 |

## Historia
La población ya estaba asentada en La Alberca desde antes de la llegada de los romanos, como demuestra el castro prerromano sobre el cual se asienta una parte del pueblo. De la época visigoda hay pocos datos, no obstante se sabe que se reutilizó material de estos momentos para construir la Ermita de Majadas Viejas.

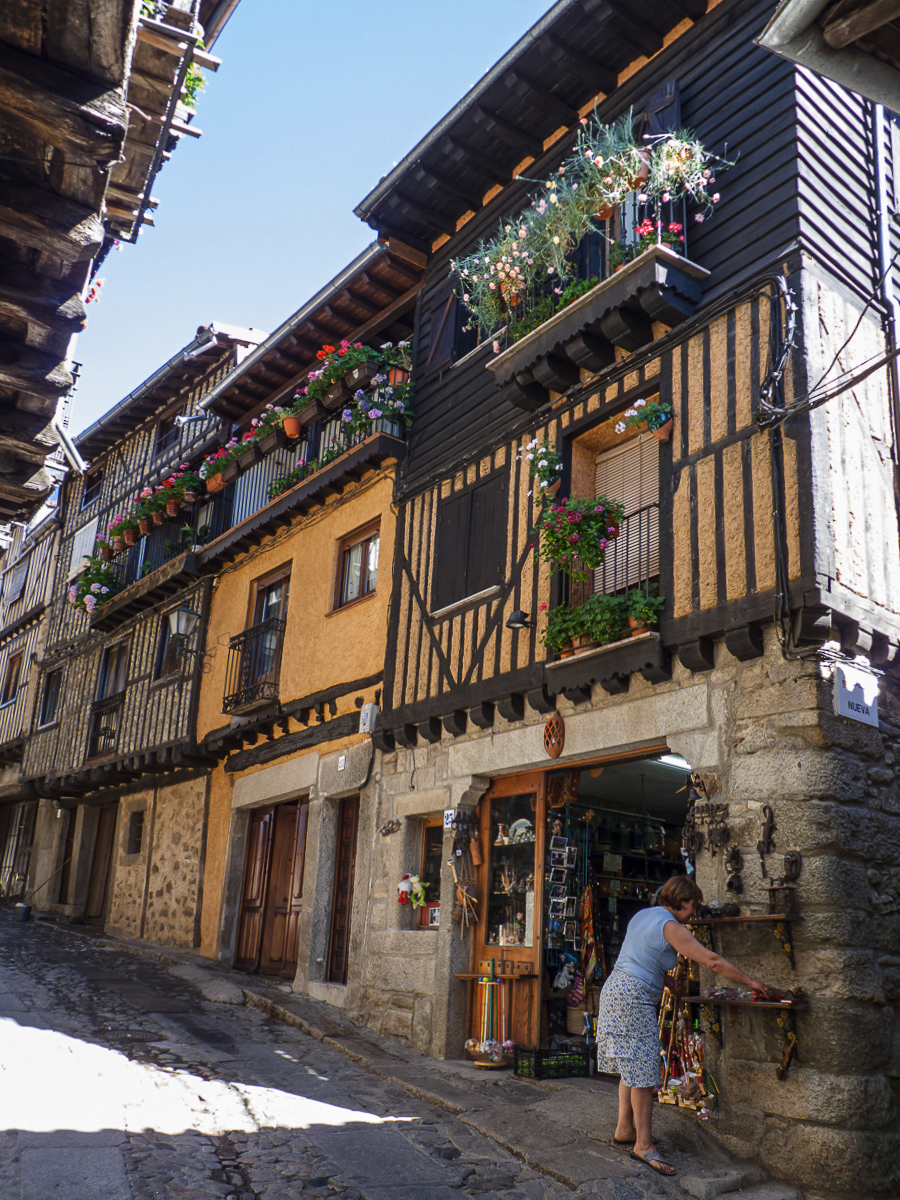
Arquitectura tradicional

En los dinteles de las puertas suele haber inscripciones religiosas, esto podría indicar que sus pobladores eran conversos y utilizaban este método para reafirmar su fe.
En la Edad Media, entre los siglos XII y XIII se produjo la repoblación por decisión del rey Alfonso IX de León. Del flujo de gente que llegó a esta tierra, parte destacada fue la de origen francés a través de Raimundo de Borgoña, noble francés casado con la posteriormente reina Urraca I de León, hija primogénita de Alfonso VI de León. Este origen justificaría la numerosa presencia de topónimos franceses en la Sierra de Francia.
En el siglo XIII La Alberca era una villa dependiente de la Corona leonesa, siendo de los pocos lugares de la Sierra de Francia que no pertenecía al Condado de Miranda del Castañar, aunque compartía con este su pertenencia al Reino de León.

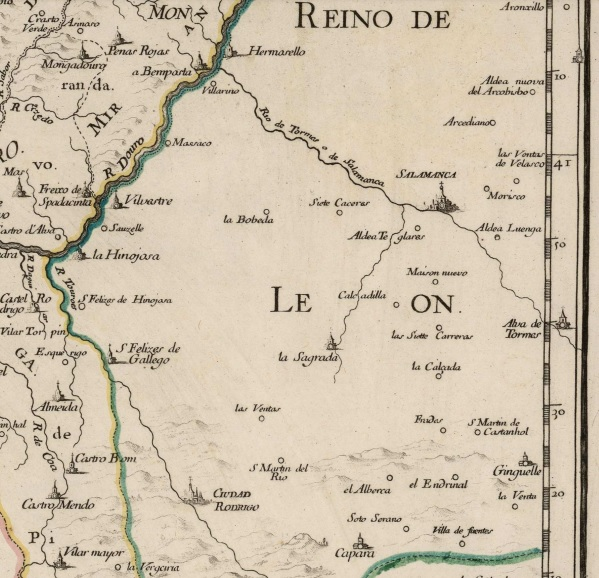
Mapa de 1666 en el que aparece La Alberca

Al final de la Edad Media destaca un hecho de importancia capital para la zona: el hallazgo de la imagen de la Virgen de la Peña de Francia (1434), que convirtió el santuario construido posteriormente en un lugar de peregrinación, al que se unieron los peregrinos del Camino de Santiago que seguían el llamado Camino del Sur por la Calzada de la Plata.
Otro hecho importante de la historia de La Alberca, según cuenta la tradición en 1465 las mujeres albercanas vencieron a las tropas portuguesas del Prior de Crato; en esta victoria se arrebató a los portugueses el pendón, que aún hoy se conserva en el pueblo, esta victoria se festeja el segundo día de la Pascua de Resurrección.
Precisamente en el siglo XV, Juan II hizo que la villa de La Alberca pasara a depender de la casa de Alba, que años después logró el control de parte de la Sierra de Francia con el favor de Fernando el Católico, agrupando estos dominios bajo la jurisdicción de la villa cacereña de Granadilla. No obstante La Alberca logró mantener gran autonomía respecto a Granadilla, llegando a tener sus propias ordenanzas en 1515 y a ser Las Hurdes una dehesa de La Alberca hasta 1835.
En el siglo XVII la Peña de Francia, con su Virgen Negra, fue citada por Miguel de Cervantes en El Quijote; siendo el valle de Las Batuecas para Lope de Vega el escenario en el que se refugian dos enamorados que huyen de la Corte. Desde entonces La Alberca, con la Peña de Francia y Las Batuecas, han sido un escenario convertido en mito, en leyenda.
En el siglo XIX, con la creación de las actuales provincias en 1833, La Alberca quedó definitivamente integrado en la provincia de Salamanca, dentro de la Región Leonesa.
En 1940 el pueblo se convirtió en Monumento Histórico-Artístico facilitando la conservación del casco urbano. Fue el primer municipio español que consiguió tal distinción.

## Demografía
La Alberca cuenta con una población de 1045 habitantes (INE 2024).
| Gráfica de evolución demográfica de La Alberca entre 1842 y 2021                                                    |
| |
| Población de derecho según los censos de población del INE Población de hecho según los censos de población del INE |

Según el Instituto Nacional de Estadística, La Alberca tenía, a 31 de diciembre de 2018, una población total de 1107 habitantes, de los cuales 547 eran hombres y 560 mujeres. De esa cifra, la mayor parte corresponde a la localidad de La Alberca, que agrupa la mayoría de la población del municipio, pues solo se registran 7 habitantes en el anejo de Las Batuecas y 2 en el de Prado Carreras. Respecto al año 2000, el censo refleja 1122 habitantes, de los cuales 584 eran hombres y 538 mujeres. Por lo tanto, la pérdida de población en el municipio para el periodo 2000-2018 ha sido de 12 habitantes, menos de un 2 % de descenso. Se trata de uno de los datos más espectaculares de la provincia, pues la mayoría de los municipios pierden entre un 40 % y un 20 % de población en este mismo periodo. La diferencia en La Alberca es que se trata de un núcleo turístico importante.

## Símbolos

### Escudo
El escudo heráldico que representa al municipio fue aprobado el 3 de mayo de 1993 con el siguiente blasón:

«Cuartel primero, armas tradicionales de la localidad del siglo XVII, castaño terrazado con hojas y sin fruto, escoltado en el lado diestro por una rueca de rueda de la cual sale un hilo que enroscado en el tronco del árbol da dos vueltas al mismo y a una colmena de abejas, todos representados al natural en campo de plata. Cuartel segundo: en campo de gules cadena de plata colgada, amparando Corona Real representada conforme a su condición o clase, oro, flores, perlas y piedras preciosas. Timbrado con la Corona Real»
Boletín Oficial de Castilla y León n.º 122 de 29 de junio de 1993

### Bandera
La bandera municipal fue aprobada también el 3 de mayo de 1993 con la siguiente descripción textual:

«Cuadrangular, esmaltada de gules y plata en la misma posición adoptada para el Escudo tronchado»
Boletín Oficial de Castilla y León n.º 122 de 29 de junio de 1993

## Administración y política

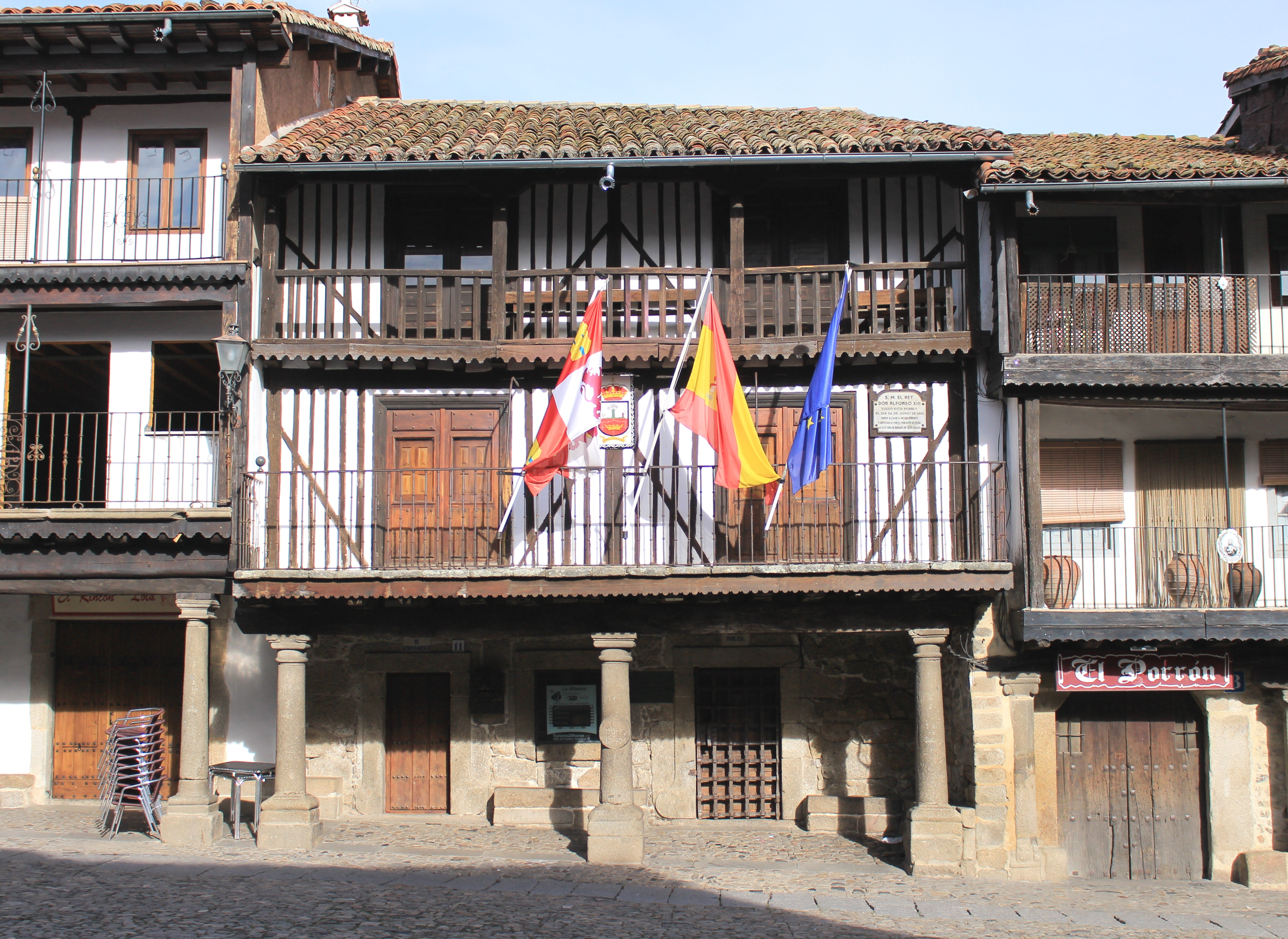
Casa consistorial

| Periodo   | Nombre                        | Partido | Partido                                  |
| --------- | ----------------------------- | ------- | ---------------------------------------- |
| 1979-1983 | Manuel Hernández Pérez        |         | Unión de Centro Democrático (UCD)        |
| 1983-1987 | Gumersindo Hernández Martín   |         | Alianza Popular (AP)                     |
| 1987-1988 | Ángel Andrés Puerto Hernández |         | Alianza Popular (AP)                     |
| 1988-1991 | Andrés Bares Calama           |         | Partido Socialista Obrero Español (PSOE) |
| 1991-2007 | Santiago Martín Gómez         |         | Partido Popular (PP)                     |
| 2007-2015 | Jesús Pascual                 |         | Partido Popular (PP)                     |
| 2015-act. | Miguel Ángel Luengo           |         | Partido Socialista Obrero Español (PSOE) |

| Partido político                         | 2023  | 2023  | 2023       | 2019  | 2019  | 2019       | 2015  | 2015  | 2015       | 2011  | 2011  | 2011       | 2007  | 2007  | 2007       | 2003  | 2003  | 2003       |
| Partido político                         | %     | Votos | Concejales | %     | Votos | Concejales | %     | Votos | Concejales | %     | Votos | Concejales | %     | Votos | Concejales | %     | Votos | Concejales |
| Partido Socialista Obrero Español (PSOE) | 57,24 | 383   | 5          | 58,02 | 423   | 6          | 54,23 | 378   | 5          | 43,23 | 313   | 4          | 39,29 | 275   | 4          | 40,21 | 267   | 4          |
| Partido Popular (PP)                     | 41,10 | 275   | 4          | 27,85 | 203   | 2          | 44,33 | 309   | 4          | 54,42 | 394   | 5          | 57,57 | 403   | 5          | 57,08 | 379   | 5          |
| Ciudadanos (CS)                          | —     | —     | —          | 11,80 | 86    | 1          | —     | —     | —          | —     | —     | —          | —     | —     | —          | —     | —     | —          |

## Cultura

### Patrimonio
- La iglesia parroquial del siglo XVIII, que como curiosidad se terminó el mismo año que la Catedral Nueva de Salamanca en 1733. Posee un interesante púlpito en granito policromado del siglo XVI, así como es reseñable el Santísimo Cristo del Sudor.
- Gran torre construida unos 212 años antes que la iglesia actual, costeada por los primeros Duques de Alba, tienen el escudo de armas esculpido en un ángulo de la Torre. En 1693 nos cuentan que «tiene un reloj que en nada tiene que envidiar al de Benavente». Y en la torre cada campana tiene una historia entrañable que contar, cada una acompaña según en que momentos de la vida el devenir de los albercanos. Cuentan las crónicas que «…en 1520 al acabar una campana faltándole metal para acabar las asas de arriba, no dudaron los albercanos en desprenderse de anillos, joyas de plata y fundirlos para terminarla…».
- La ermita de Nuestra Señora de Majadas Viejas está situada a las afueras del pueblo, en el camino hacia Mogarraz, a unos 3 km, en un bosque de castaño y robledal recóndito y casi místico. Cuenta con una reproducción románica de la virgen que data del siglo XII y destaca por su sencillez, como la ermita, con su pórtico románico y el púlpito exterior de granito. Tiene su propia romería intimista y muy albercana, con Loa a la Virgen, comedia y capea.
- La ermita de San Marcos cerca de la anterior, en un lugar privilegiado por las vistas que se contemplan, la Peña de Francia, la Peña del Huevo, El Portillo de la Cruz, La Alberca, el río Francia. Y una gran laguna en medio de un bosque de robles. Comenzó su construcción en 1703 hoy se encuentra en ruinas, perdió su culto por encontrarse un poco lejos del pueblo. Sorprende por la grandeza de las ruinas.

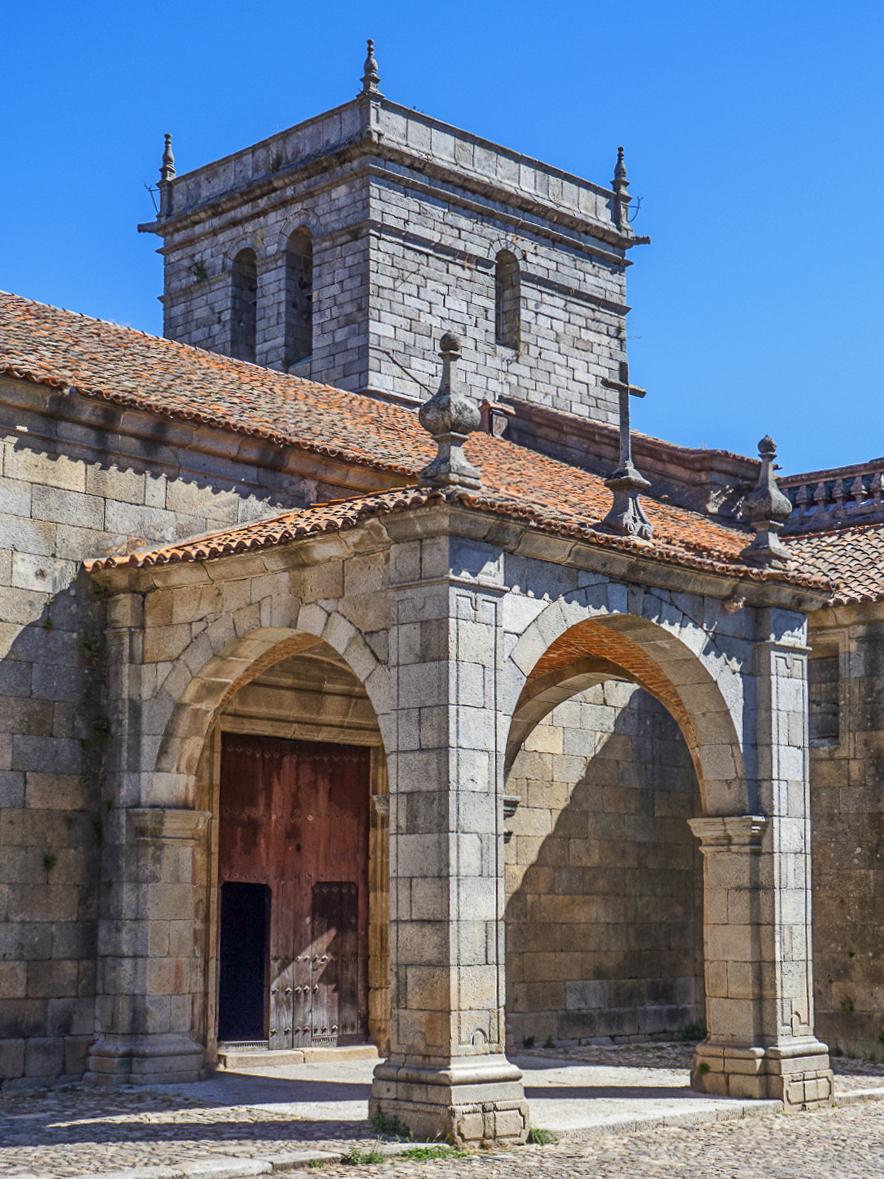
Iglesia parroquial

- Ermita del Cristo del Humilladero dentro del pueblo, esta es de la más antiguas. Como en todos los pueblos que se precien tienen a la entrada principal de la localidad un Humilladero, este era antiguamente el camino de entrada desde Salamanca. Su Cristo del Humilladero se saca en procesión el Jueves Santo de Semana Santa.
- La ermita de San Blas justo al lado en dirección a Las Batuecas. Antiguamente conocida como la de Los Santos Mártires, hasta no hace muchos años era el cementerio del pueblo. Tiene un ciprés enhiesto que destaca desde lejos. No se realiza culto en ella, sin embargo para los albercanos cobra especial importancia por la romería de El Día del Pendón que allí se celebra atando en su espadaña el Pendón que las albercanas arrebataron luchando a los portugueses en 1475, y que desde entonces hasta nuestros días se celebra y se da vino gratis el lunes de Aguas (durante siglos ha sido a costa de los Duques de Alba). Hoy lo paga el ayuntamiento de La Alberca.
- La ermita de San Antonio en la entrada desde Salamanca con su procesión y misa el día de su festividad.
- En el parque natural de Las Batuecas-Sierra de Francia tenemos que empezar citando como lugares de culto y sagrados las cuevas prehistóricas que aparecen a lo largo del Valle. Desde el 1599 que fundaran los Padres Carmelitas su monasterio se convertirá en un gran centro difusor de espiritualidad. Aparecerá el Mito literario de Batuecas. Dentro del recinto sagrado se encuentran dispersas 18 ermitas algunas de las cuales se pueden visitar aunque están en ruinas, contemplando una bonita vista del valle con el convento.
- El Santuario de la Virgen de la Peña de Francia, El Cabaco, santuario mariano a 1723 m s. n. m. Fue edificado por los frailes dominicos en el siglo XV. Atalaya privilegiada donde se contemplan kilómetros de belleza paisajística. Virgen descubierta en el siglo XV por el francés llamado Simón Vela.
- El valle de Las Batuecas fue declarado Bien de Interés Cultural con categoría de Sitio Histórico el 27 de abril de 2000 por la Junta de Castilla y León. Aunque dependiente de la provincia de Salamanca y perteneciente al término municipal de La Alberca, tiene su acceso natural por la alquería hurdana de Las Mestas, donde el río Batuecas se une al río Ladrillar. El convento carmelita del Desierto de las Batuecas dista solo cinco kilómetros de esta población, mientras que son 12 los kilómetros que lo separan de La Alberca.
- El camino de las raíces es una ruta circular de unos 9 km de longitud que comienza y termina en el núcleo urbano de La Alberca. Uno de sus atractivos es el paisaje que atraviesa, con lugares especialmente reconocidos como la laguna de San Marcos, donde se sitúa la instalación artística de Fernando Casás, titulada Asteroide S 09 2010. Otras de las instalaciones que pueden verse son Del espejismo de un bosque, de Begoña Pérez, La majá, de Lucía Loren, Hojas de roble, de Iraida Cano, Panal, de Carlos Beltrán, y Sombra, de Fernando Méndez. Por el camino se puede visitar también la Ermita de Majadas Viejas, las ruinas de la Ermita de San Marcos y la fuente del Castaño.[12]

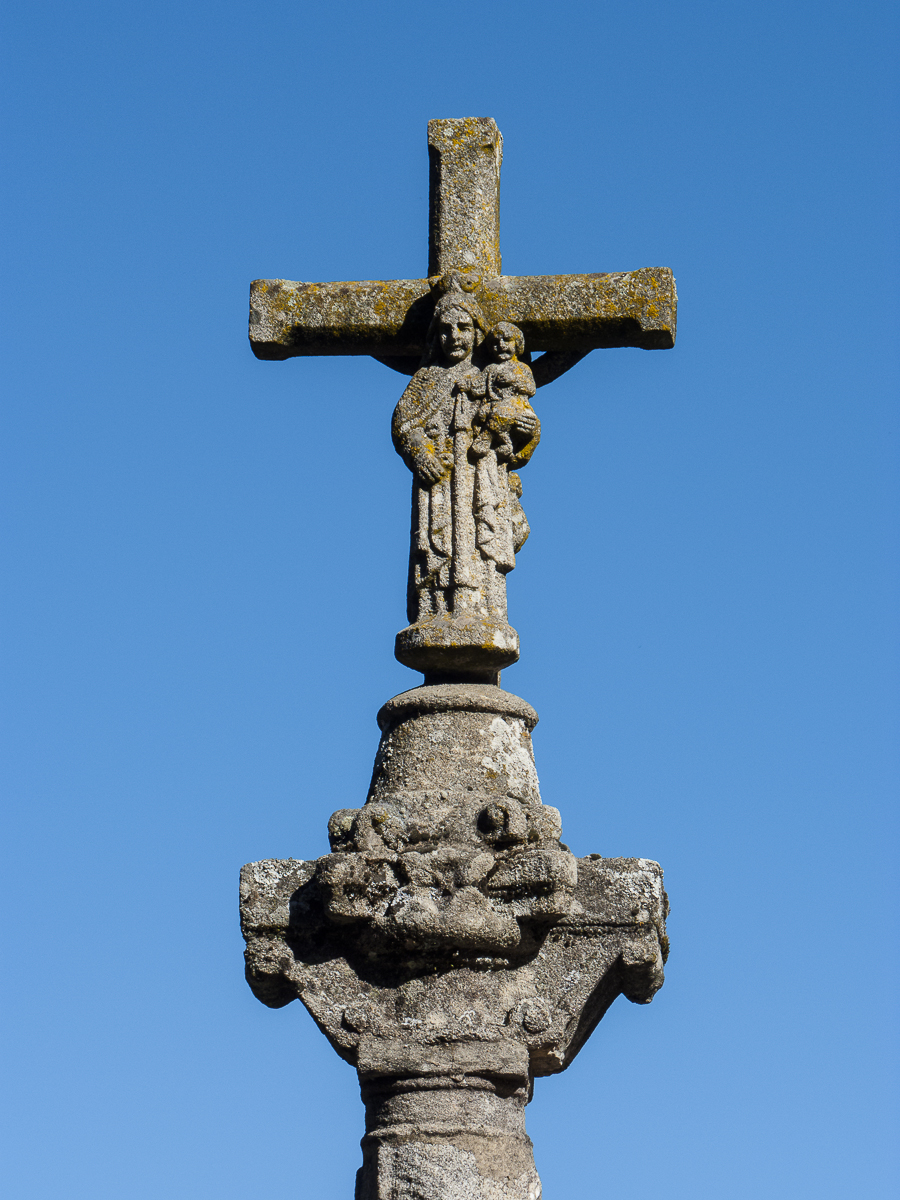
Crucero
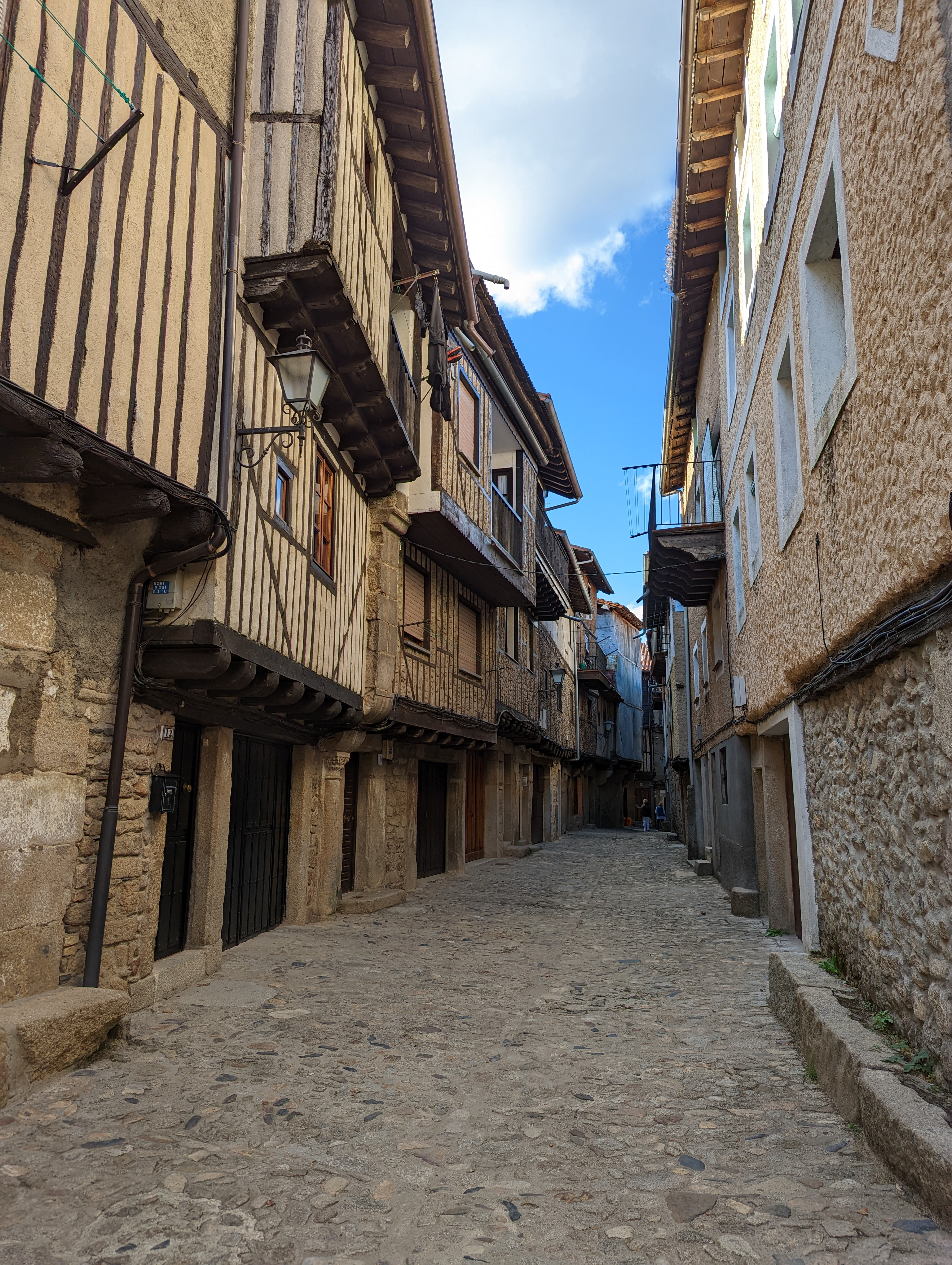
Calle
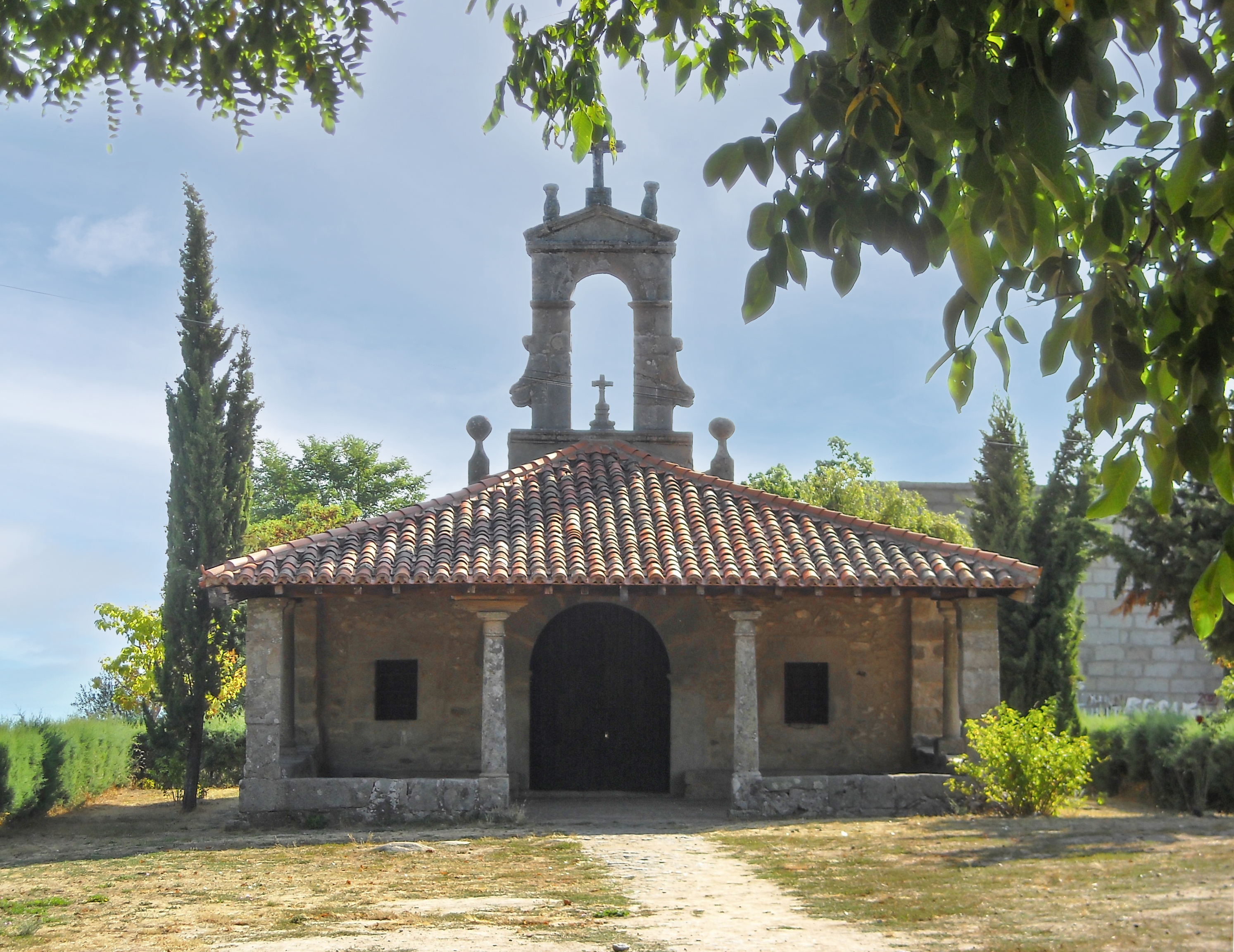
Ermita de San Blas
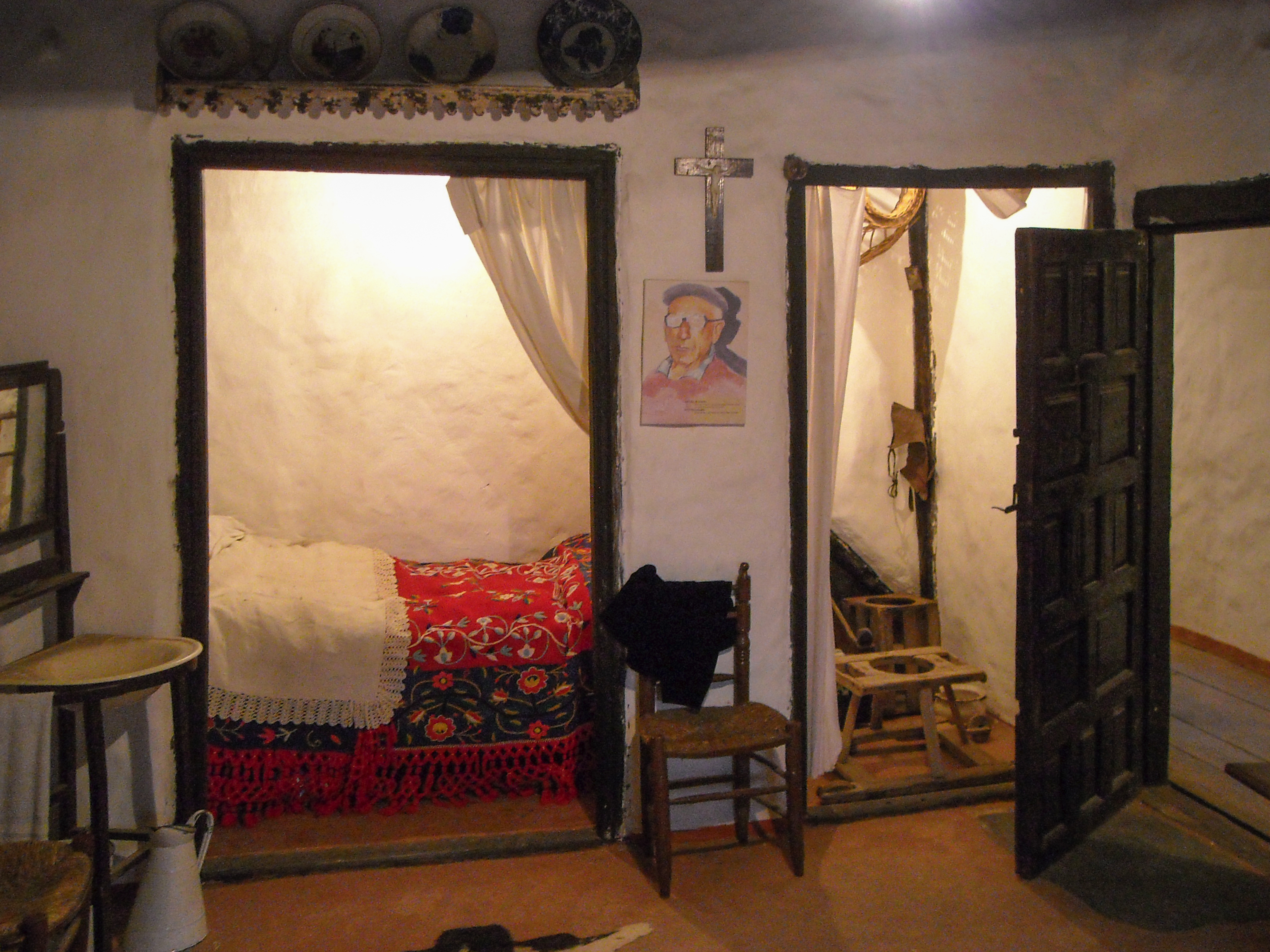
Casa museo
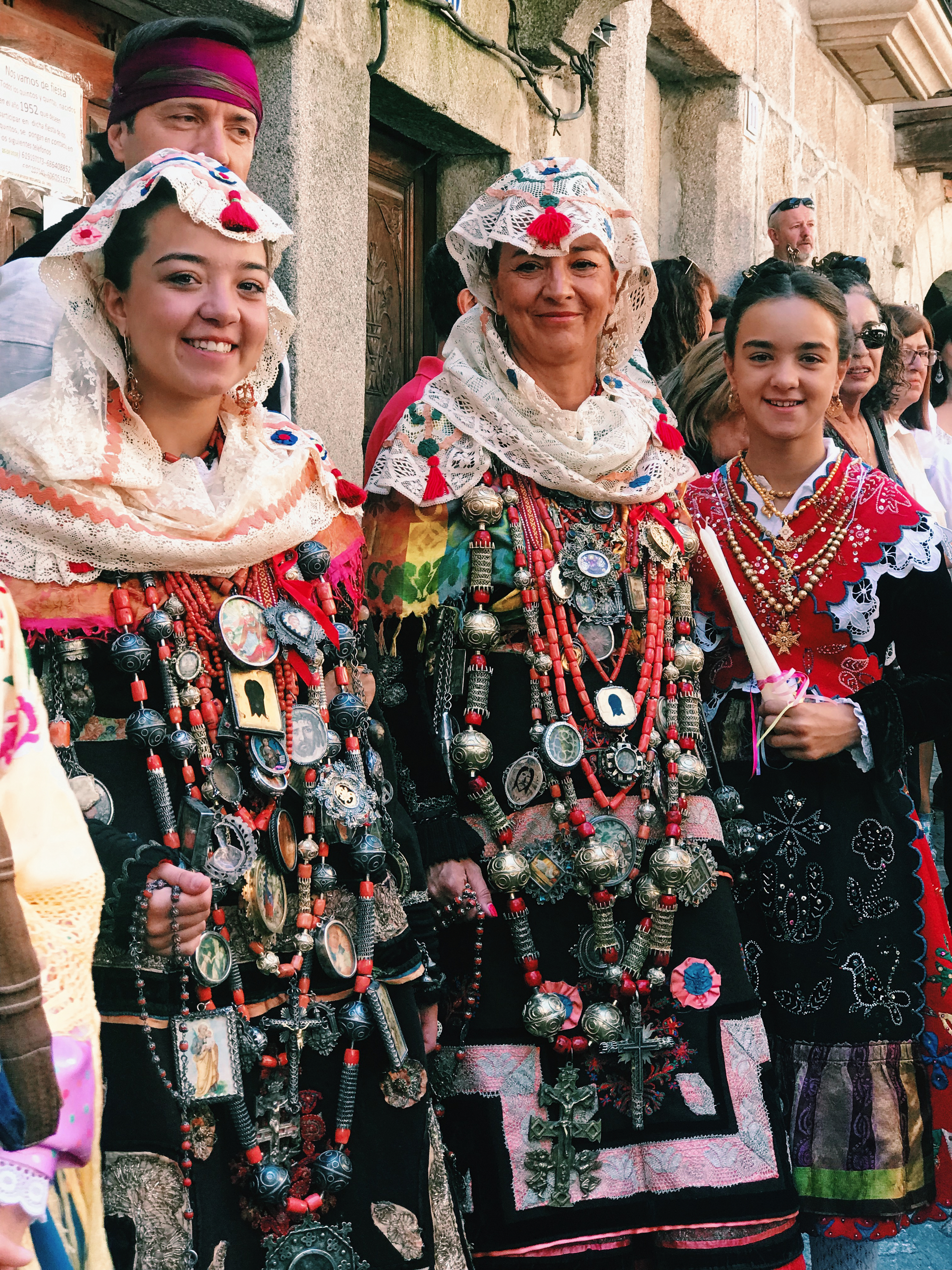
Traje típico
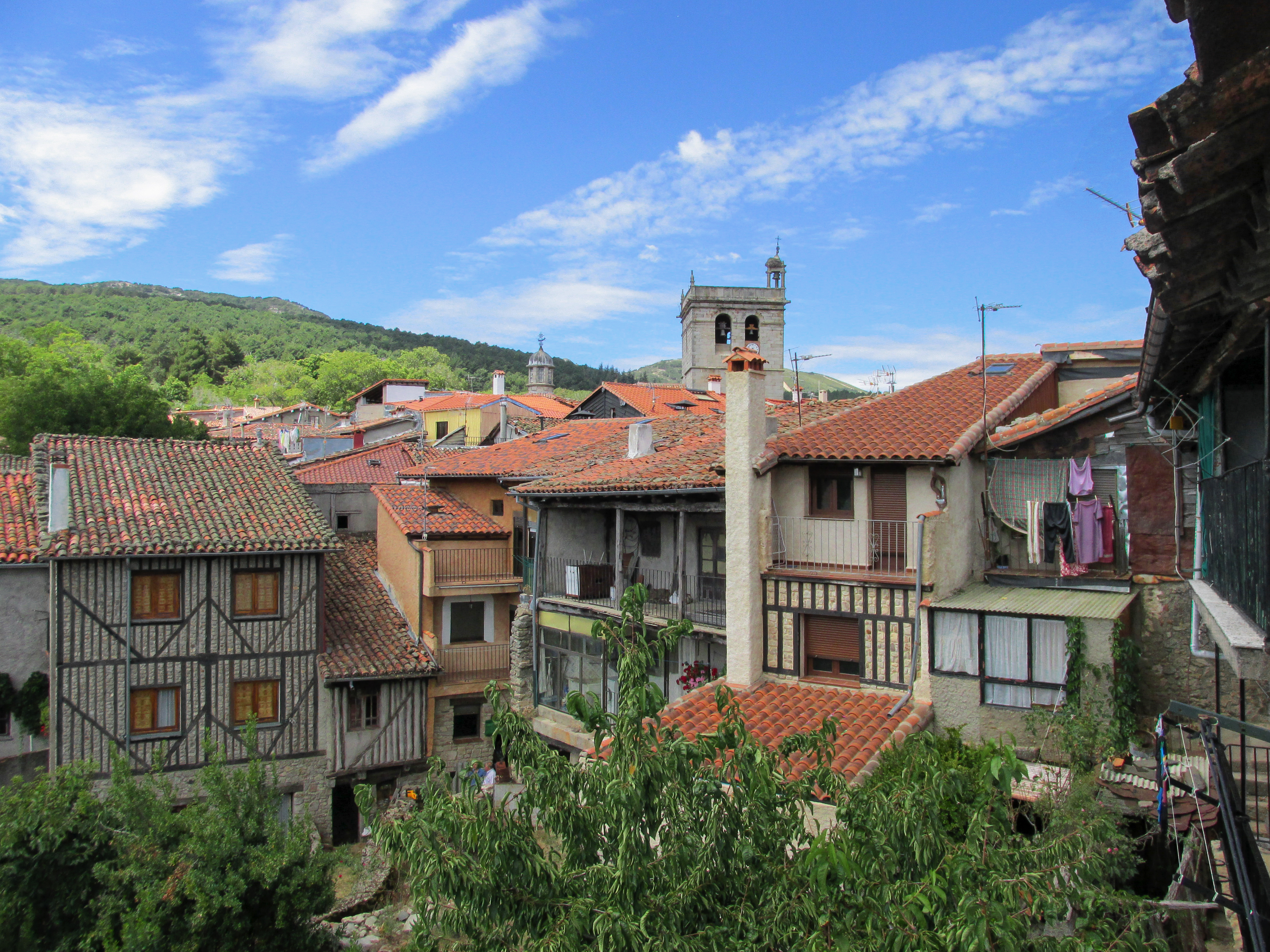
Barrio nuevo
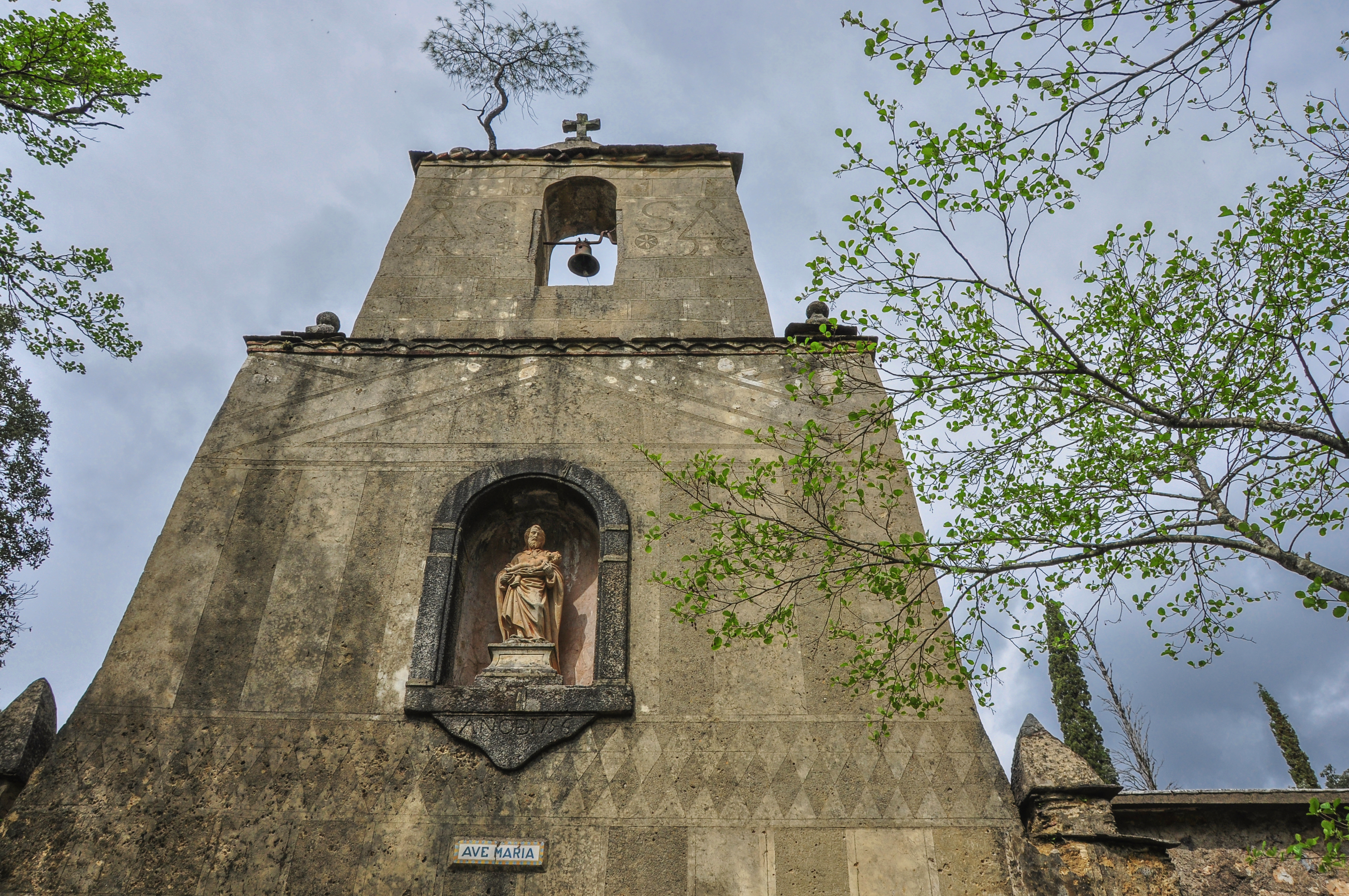
Monasterio de Las Batuecas
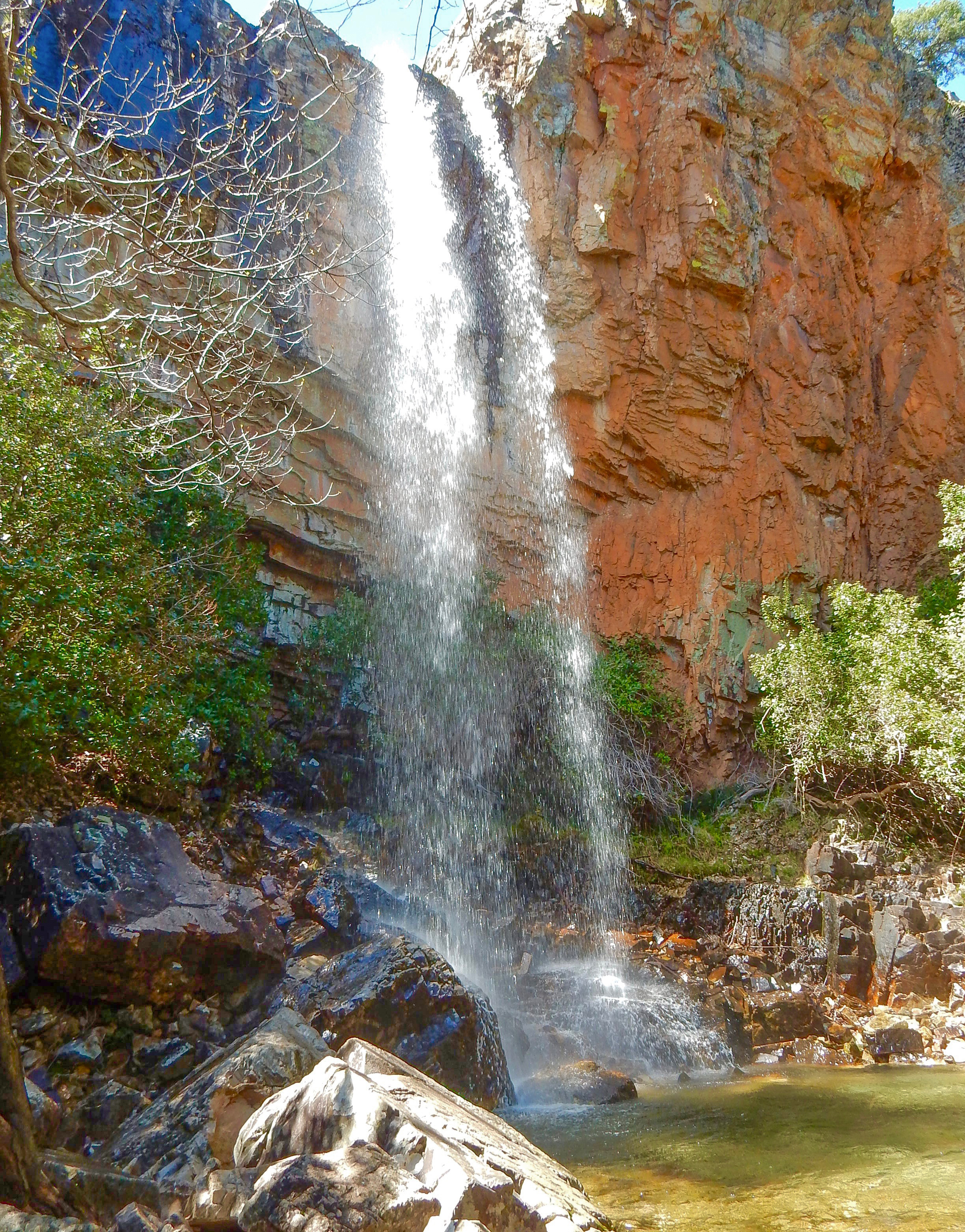
Cascada del Chorro

### Fiestas
Durante el 15 de agosto, se celebra en La Alberca el Ofertorio, fiesta en honor a la Virgen de la Asunción, llena de esplendor barroco y donde se podrán ver los coloridos trajes regionales y el folclore típico. El día siguiente se representa La Loa, una comedia popular que mezcla elementos religiosos y profanos.
Estas fiestas están declaradas de ínteres turístico nacional.
El 8 de septiembre se celebra la romería a la Peña de Francia y el sábado anterior a pentecostés se celebra la romería a Majadas Viejas.
En La Alberca se tiene la tradición de tener un cerdo suelto por las calles del pueblo que es alimentado por los vecinos. El cerdo, llamado marrano de San Antón, es bendecido el 13 de junio y liberado por las calles del pueblo. El 17 de enero, día de San Antonio Abad (San Antón), el cerdo es rifado ante las puertas de la iglesia. Los beneficios van destinados a la cofradía de San Antón.
En noviembre se ha retomado la Calbochada, esta consiste es asar castañas en la plaza del pueblo mientras se muestra el folclore de la zona.
El 2 de febrero se celebra la festividad de Las Candelas con una procesión con la Virgen de la Asunción.

### Tradición religiosa

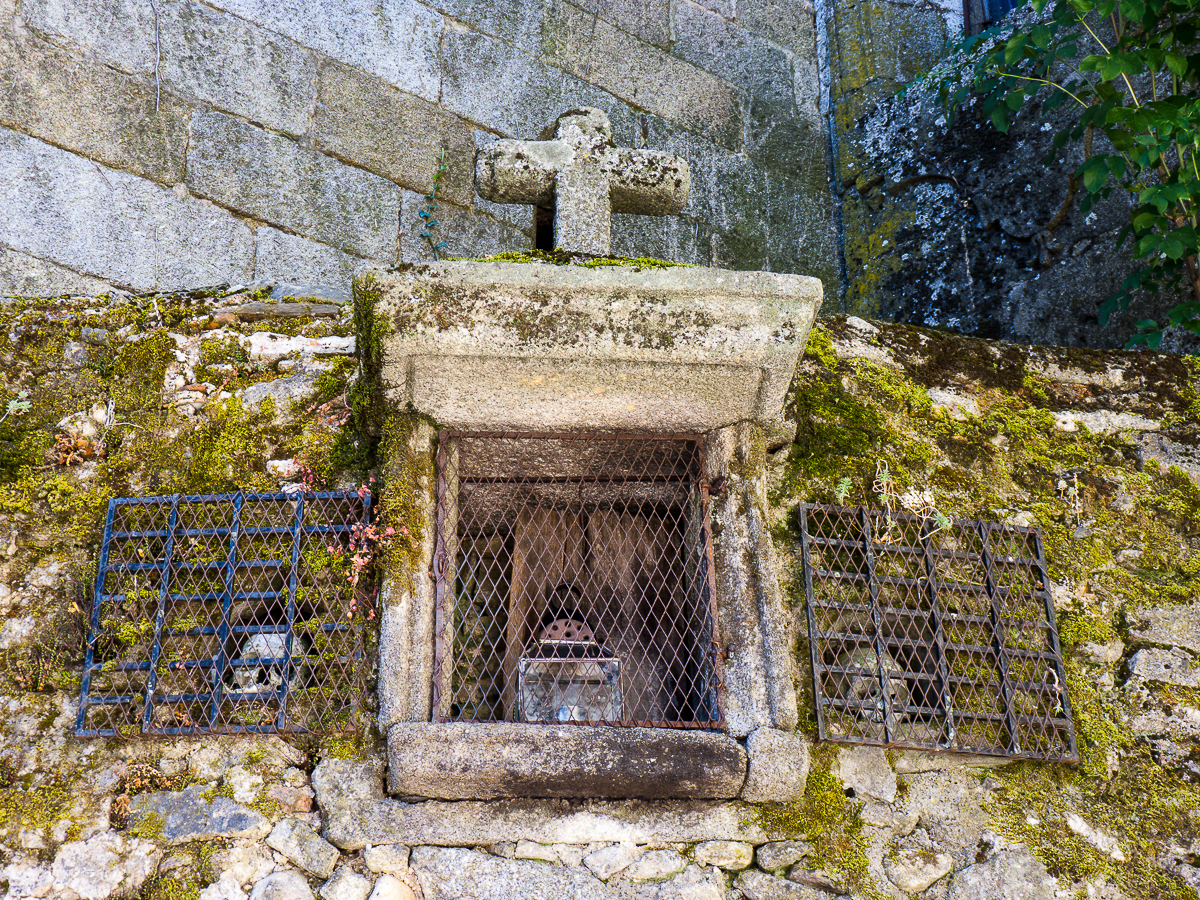
Calaveras

La Alberca es un pueblo litúrgico y tradicional. El marcado espíritu religioso durante siglos configura el carácter albercano que se proyecta en expresiones de ritos para toda su vida, tiene ritos para nacer, ritos para vivir y ritos para morir. La manifestación visual del rito se ha ido forjando durante siglos, por una parte en manifestaciones costumbristas y por otra en manifestaciones arquitectónicas.
Solo hay que caminar por las calles de La Alberca y los alrededores para ver manifestaciones religiosas grabadas en piedra, quizás por el anhelo del hombre de permanecer en la memoria de los vivos cuando los que lo hacen ya no están, o quizás para recordarse a sí mismos y a los demás que el sentimiento religioso está presente.
En un documento de hace ahora unos 422 años acerca de La Alberca se cita: «…Tiene sólo una iglesia parroquial y junto al pueblo una ermita de San Sebastián y dos ermitas, una de Nuestra Señora de Majadas Viejas y otra de San Pedro y dos humilladeros…».

### Leyendas
- La Virgen de Maralviejas o Majadas Viejas, se habría encontrado entre peñas por un ermitaño llamado Frailán.
- El Cristo del Sudor, dice la tradición que sudó sangre el 1 de septiembre de 1655, y al día siguiente sangró por la herida del costado.

### Deporte
La Sierra de Francia es escenario de una de las pruebas más importantes de trail running que se celebran en la actualidad. Se conoce como la carrera de Tres Valles y discurre por los valles del Alagón, Agadón y Batuecas. Se ha convertido un referente a nivel nacional. Se celebra el segundo fin de semana del mes de marzo, con salida y llegada en la localidad de La Alberca.